# Pseudochromis fowleri
Pseudochromis fowleri är en fiskart som beskrevs av Herre, 1934. Pseudochromis fowleri ingår i släktet Pseudochromis och familjen Pseudochromidae. Inga underarter finns listade i Catalogue of Life.